# ロビー・ケイ
ロビー・ケイ（Robbie Kay、1995年9月13日 - ）は、イギリスの俳優。

## 出演作品
- パイレーツ・オブ・カリビアン/生命の泉（キャビンボーイ）
- ワンス・アポン・ア・タイム（ピーター・パン）
- エアポート2015 （ナイジェル・シェフィールド伍長）
- HEROES REBORN/ヒーローズ・リボーン（トミー）